# Brno-sever
Brno-sever (pol. Brno-Północ) – jedna z 29 części miasta Brna. Położona jest w północnej części miasta.